# Edward Bond

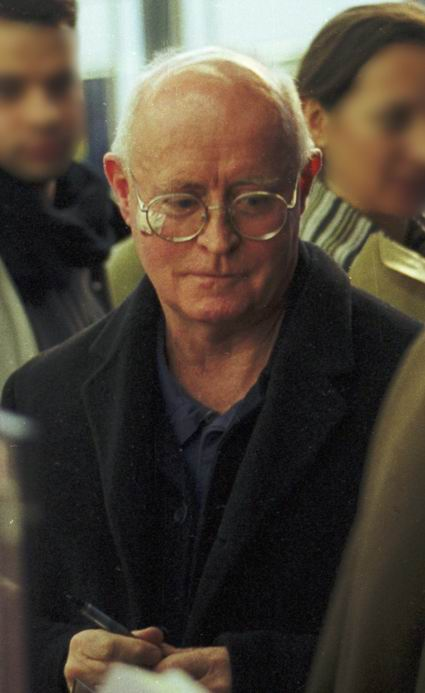
Edward Bond, fotografia ze stycznia 2001

Edward Bond (ur. 18 lipca 1934 w Londynie, zm. 3 marca 2024 w Great Wilbraham) – brytyjski dramaturg.
Był autorem sztuk krytycznie ukazujących funkcjonowanie mechanizmów obyczajowych współczesnego społeczeństwa (m.in. Morze z 1973, Lato z 1982), a także XIX-wieczną obyczajowość. (m.in. Wczesny poranek z 1969 roku). Oprócz tego stworzył groteskowy dramat polityczny oparty na motywach szekspirowskich pt. Lir (1971) oraz dramat rewolucyjno-historyczny pt. Restoration (1981).